# 群馬県道74号伊勢崎大胡線
群馬県道74号伊勢崎大胡線（ぐんまけんどう74ごう いせさきおおごせん）は、群馬県伊勢崎市から前橋市に至る県道（主要地方道）である。

## 概要
織物産地であった伊勢崎から北西に進み、赤城山南麓の養蚕業の拠点であった都邑の大胡町（2004年に前橋市に合併）とを結んだ古くからの街道筋で、群馬県道としては1920年4月1日付群馬県告示89号で認定されており、県道としての歴史も古い。
全線2車線で、終点の大胡市街地に入る手前でやや起伏があることを除けば全体に緩勾配の路線である。伊勢崎市道北部環状線交点（伊勢崎市波志江町）から終点の区間に関しては、カーブは多くないものの、道筋自体が古いため、主要な交差点の四つ角が建て込んでおり、右折レーン整備が不十分な傾向がある。

### 路線データ
- 起点[1] : 群馬県伊勢崎市今泉町2丁目（市役所東交差点＝国道462号・群馬県道14号伊勢崎深谷線交点、群馬県道18号伊勢崎本庄線起点、群馬県道24号高崎伊勢崎線終点）
- 終点 : 群馬県前橋市大胡町81番[2]（群馬県道16号大胡赤城線交点〈大胡町交差点〉）

## 歴史
- 1920年4月1日：認定[要出典]
- 1959年（昭和34年）9月18日：群馬県より現・道路法に基づき、県道伊勢崎大胡線（伊勢崎市紺屋町 - 勢多郡大胡町、整理番号4）として路線認定される[3]。
  - 同時に、前身路線にあたる旧・県道伊勢崎大胡線（伊勢崎市 - 勢多郡大胡町、整理番号49）が路線廃止される[4]。
- 1993年（平成5年）5月11日：建設省から、県道伊勢崎大胡線が伊勢崎大胡線として主要地方道に指定される[5]。

## 路線状況

### 重複区間
- 群馬県道18号伊勢崎本庄線・群馬県道24号高崎伊勢崎線（起点 - 伊勢崎市連取町・連取元町交差点）
- 群馬県道40号藤岡大胡線（前橋市大胡町 - 終点・大胡町交差点）

### 交差する河川
- 広瀬川（広瀬大橋、伊勢崎市上泉町 - 連取町）
- 広瀬川（三ッ家橋、伊勢崎市太田町）
- 八坂用水（新堀橋、伊勢崎市波志江町）
- 神沢川（神沢橋、伊勢崎市波志江町 - 前橋市飯土井町）
- 名称不明（江龍橋、前橋市飯土井町 - 新井町/二之宮町）
- 大正用水（北泉沢橋、前橋市泉沢町）
- 荒砥川（宮関橋、前橋市大胡町）

## 地理

### 通過する自治体
- 伊勢崎市
- 前橋市

### 交差する道路
- 国道462号・群馬県道14号伊勢崎深谷線（群馬県伊勢崎市今泉町、起点）
- 群馬県道18号伊勢崎本庄線・群馬県道24号高崎伊勢崎線（伊勢崎市連取町・連取元町交差点）
- 群馬県道2号前橋館林線（伊勢崎市連取町・連取本町交差点）
- 国道17号（上武道路）（前橋市二之宮町・江龍跨道橋交差点）
- 国道50号（前橋市二之宮町・二之宮町交差点）
- 群馬県道76号前橋西久保線（前橋市下大屋町・下大屋町交差点）
- 群馬県道3号前橋大間々桐生線（前橋市大胡町・大胡南交差点）
- 群馬県道40号藤岡大胡線（前橋市大胡町、終点）

### 沿線にある施設など
- 伊勢崎市役所（伊勢崎市今泉町2丁目）
- 伊勢崎市立南小学校（伊勢崎市上泉町）
- 群馬県立伊勢崎清明高等学校（伊勢崎市今泉町2丁目）
- 群馬県立伊勢崎興陽高等学校（伊勢崎市上泉町）
- フォリオ安堀ショッピングセンター（伊勢崎市安堀町）
- 伊勢崎市立三郷小学校（伊勢崎市波志江町）
- 伊勢崎市立第三中学校（伊勢崎市波志江町）
- 愛宕神社（伊勢崎市波志江町）
- 荒子沼（前橋市荒子町）
- 千貫沼（前橋市上大屋町）
- 上毛電気鉄道上毛線大胡駅（前橋市茂木町）